# Горячие Ручьи
Горячие Ручьи — упразднённый в 2009 году населённый пункт в Мурманской области. Входил в городской округ ЗАТО Александровск (до 2008 года — в ЗАТО город Полярный). Располагался на западном берегу Кольского залива в 2 км к югу от Полярного. В советское время c 1971 года здесь располагалась 159-я бригада разведывательных кораблей (Северного флота (в/ч 20524), первым командиром назначен капитан 1 ранга Тхагапсов М. М..), 16 морской радиотехнический отряд разведки СФ и пункт подготовки диверсантов-подводников.
Законом Мурманской области № 1156-01-ЗМО от 23 ноября 2009 года населённый пункт был упразднён в связи с отсутствием проживающего населения.